# Coupe ASOBAL 2001-2002
Navigation
Édition précédente Édition suivante
La Coupe ASOBAL 2001-2002 est la 12e édition de la compétition qui a eu lieu les 29 et 30 décembre 2001 dans le Palais Vista Alegre de León.
Elle est remportée par le FC Barcelone pour la 5e fois.

## Équipes engagées et formule
Les équipes engagées sont les quatre premières équipes du Championnat d'Espagne 2001-2002 à la fin des matchs aller, à savoir, le BM Ciudad Real, le Portland San Antonio, le CB Ademar León et le FC Barcelone.
Le format de la compétition est une phase finale à 4 (demi-finale, finale) avec élimination directe.

## Résultats
|  | Demi-finales         | Demi-finales |                      |    | Finale | Finale |
|  | Demi-finales         | Demi-finales |                      |    | Finale | Finale |
|  |                      |              |                      |    |        |        |
|  |                      |              |                      |    |        |        |
|  |                      |              |                      |    |        |        |
|  | CB Ademar León       | 26           |                      |    |        |        |
|  | CB Ademar León       | 26           |                      |    |        |        |
|  | Portland San Antonio | 27           |                      |    |        |        |
|  | Portland San Antonio | 27           | Portland San Antonio | 25 |        |        |
|  |                      |              | Portland San Antonio | 25 |        |        |
|  |                      | FC Barcelone | 26                   |    |        |        |
|  | FC Barcelone         | FC Barcelone | 26                   | 36 |        |        |
|  | FC Barcelone         |              |                      | 36 |        |        |
|  | BM Ciudad Real       | 35           |                      |    |        |        |
|  | BM Ciudad Real       | 35           |                      |    |        |        |